# Макет анотованої каталожної картки
Маке́т аното́ваної катало́жної ка́ртки — це елемент вихідних відомостей видання, створений за суворими стандартами запис, у якому подаються найважливіші відомості про видання. Зокрема, його основу складають бібліографічний опис, ISBN, УДК, авторський знак та анотація. Ця одиниця службової частини має неабияке значення: вона слугує для того, аби інший автор міг послатися на дане видання. Це візитівка, вона дає читачу, окрім назви та обкладинки, первісну інформацію про зміст публікації.